# NGC 3692
NGC 3692 је спирална галаксија у сазвежђу Лав која се налази на NGC листи објеката дубоког неба.
Деклинација објекта је + 9° 24' 28" а ректасцензија 11h 28m 23,8s. Привидна величина (магнитуда) објекта NGC 3692 износи 12,1 а фотографска магнитуда 12,9. NGC 3692 је још познат и под ознакама UGC 6474, MCG 2-29-32, CGCG 67-84, IRAS 11258+0940, PGC 35314.